# 中弗萊縣
7°1′12″S 142°12′36″E / 7.02000°S 142.21000°E
中弗萊縣（Middle Fly District），是巴布亞新畿內亞的縣份之一，位於新畿內亞島西南部，由西部省負責管轄，首府設於巴利莫，面積44,479平方公里，2011年人口79,349，人口密度每平方公里1.8人。